# Jean-Pierre Rivère
Jean-Pierre Rivère né le 2 septembre 1957 à Condom (Gers). Il est le président de l'OGC Nice durant quartorze saisons, du 11 juillet 2011 au 11 janvier 2019 puis du 29 août 2019 au 20 août 2025.

## Biographie
Il s'installe à Nice à l'âge de dix ans.
En 1996, il fonde puis dirige ISelection, une plateforme immobilière qui sélectionne des programmes immobiliers auprès de promoteurs et se charge de leur commercialisation. En 2005, Iselection réalise un chiffre d'affaires de plus de 70 millions d'euros. La même année, le Groupe Caisse d'épargne entre au capital de la société à hauteur de 34 %, puis en 2007 apporte à Nexity, dont il vient d'acquérir 40 % du capital, 100 % de sa filiale GCE immobilier dans laquelle sont logées les actions d'Iselection. En janvier 2008, Nexity rachète 42 % du capital d'Iselection pour en détenir au total 80 %.  
En juillet 2011, Jean-Pierre Rivère investit 11 à 12 millions d'euros dans la SASP Olympique gymnaste club Nice Côte d'Azur, ce qui finance l'augmentation de capital de cette dernière et lui permet d'acquérir 51 % des actions du club de football, par l'intermédiaire de la holding Rivère Sports Invest. Le 11 juillet 2011, il devient président du directoire de l'OGC Nice en remplacement de Gilbert Stellardo. En 2012, il convainc Claude Puel de devenir entraîneur général de l'équipe première du club. 
Le 11 janvier 2019, il annonce, avec son bras droit Julien Fournier, son départ du club niçois, en raison de désaccords avec les actionnaires chinois, notamment sur la stratégie à adopter en matière de recrutement.
Le 29 août 2019, à la suite du rachat du club par le milliardaire britannique Jim Ratcliffe, il retrouve la présidence du club niçois. Le 11 juillet 2025, l'OGC Nice annonce que Jean-Pierre Rivère a décidé de quitter la présidence du club à la fin de son mandat le 20 août 2025 et après quatorze saisons à ce poste. Il est remplacé par Fabrice Bocquet, directeur général du club depuis novembre 2022. 
Il est marié et père de quatre  enfants.

## Distinctions
- Médaille de la jeunesse, des sports et de l'engagement associatif, bronze (2025)[11].